# Скок Марина Володимирівна
Марина Володимирівна Скок (19 листопада 1956 Київ — 11 квітня 2024, Київ) — українська науковиця-біохімік, імунолог, завідувачка Лабораторії імунології клітинних рецепторів Інституту біохімії ім. О. В. Палладіна НАН України. Дійсний член Національної академії наук України (імунологія, 2018 р.). Доктор біологічних наук (зі спеціальності молекулярна біологія, біохімія), професор (біохімія).

## Основні відомості

Могила Марини Скок, Байкове кладовище

Народилася 19 листопада 1956 в Києві. В 1979 році закінчила Київський університет.
7 березня 2018 року обрана дійсним членом НАН України.
Працювала в Лабораторії імунології клітинних рецепторів Інституту біохімії імені О. В. Палладіна Національної академії наук України.
Померла на 68-му році життя 11 квітня 2024 року. Похована разом із родиною на Байковому кладовищі (ділянка № 49а,50°25′0.76″ пн. ш. 30°30′6.8″ сх. д. / 50.4168778° пн. ш. 30.501889° сх. д.).

### Родина
- Мати — патофізіолог, імунолог, доктор біологічних наук Ірина Алексєєва (1934—2011).
- Батько — нейрофізіолог, біофізик, доктор біологічних наук Володимир Скок (1932—2003)[1].

## Відзнаки
- Лауреат премії Національної академії наук імені І. І. Мечникова. Робота: Цикл праць «Будова і функції нікотинових ацетилхолінових рецепторів В-лімфоцитів». 2012 р.[2].

## Основні статті та розділи монографій
- Скок Марина Володимирівна. Основи імунології. Курс лекцій. — Київ: Фітосоціоцентр, 2002. — 152 с.
- Скок М. В. Будова і функції нікотинових ацетилхолінових рецепторів в-лімфоцитів [Текст]: Дис… д-ра біол. наук: 03.00.04 / Скок Марина Володимирівна ; НАН України, Інститут біохімії ім. О. В. Палладіна. — К., 2006. — 299 арк.: рис., табл.
- Скок М. В. Будова і функції нікотинових ацетилхолінових рецепторів в-лімфоцитів [Текст]: Автореф. дис… д-ра біол. наук: 03.00.04 / Скок Марина Володимирівна ; НАН України, Інститут біохімії ім. О. В. Палладіна. — К., 2006. — 36 с.: рис.
- Скок М. В. Моя Германия [Текст] / М. В. Скок. — К. : Компьютерпресс, 1998. — 87 с.